# Gannef

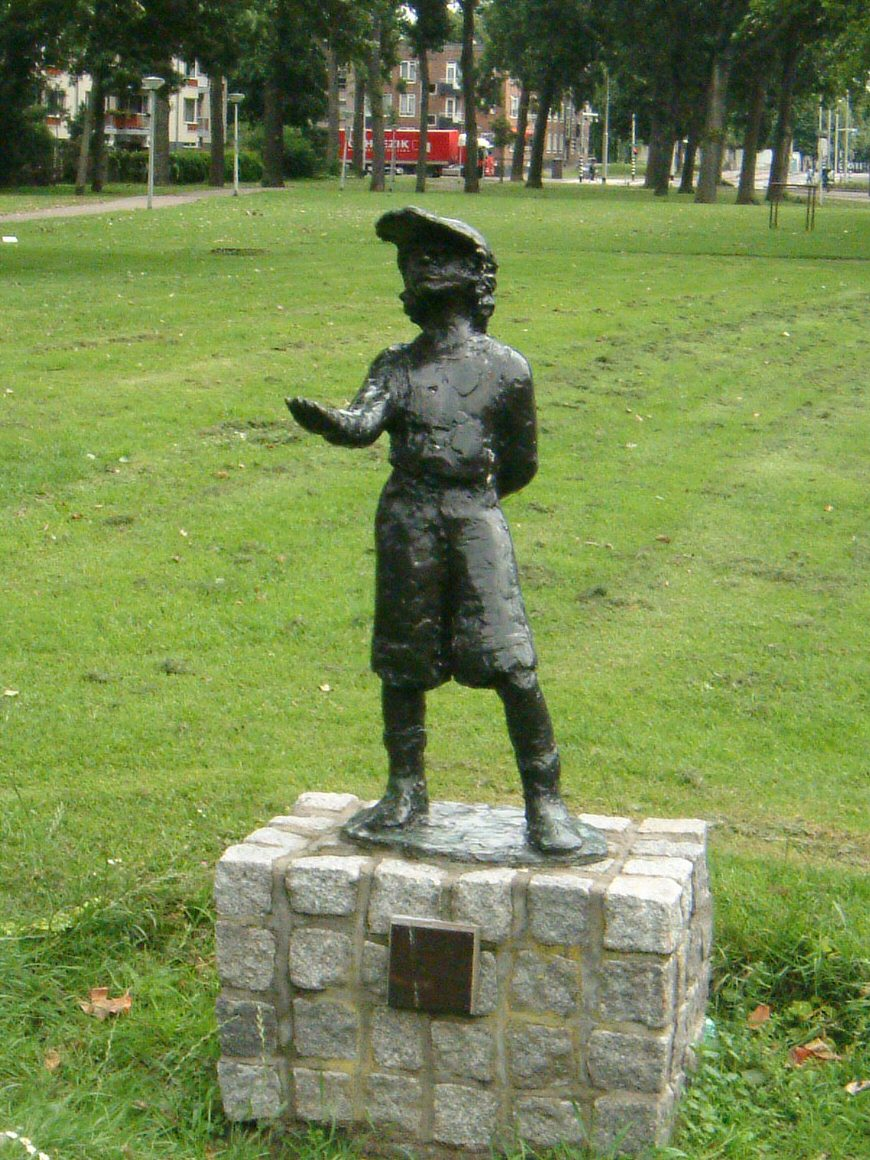
Bronzen beeld van een kleine gannef getiteld boefje, ontworpen door beeldhouwster Tineke Slingerland-Nusink.

Gannef, ook wel gespeld als gannew, gannif of ganf, is een ander woord voor dief.  Het betekende vooral vroeger ook wel "schelm, schavuit" en is dus in de basis als schimpwoord bedoeld.
Het woord is van oorsprong Hebreeuws, en had hier de vorm ganav (גַּנָּב). Via het Jiddisch (gannew, uit te spreken als ĝannew) en daarna het Bargoens is het later overgenomen in het Nederlands en enkele andere talen, waaronder het Engels (o.a. ganef en gonoph) en het Duits (o.a. Ganove) Het meervoud gannowem of gannofem is minder in gebruik.
Vooral in steden waar veel Joden woonden, zoals Amsterdam, hebben veel woorden uit het Jiddisch in de loop der tijd via het Bargoens hun weg naar het Standaardnederlands gevonden. Het woord gannef behoort zodoende tot op heden tot het Amsterdamse idioom, net als veel andere oorspronkelijk Jiddische woorden.

## Spreekwoorden
Bekende spreekwoorden in het Jiddisch met gannef (of een vormvariant) als kernwoord:
- Dem gannef brent de hiet
Bij de dief brandt de hoed. Hetgeen duidt op het feit dat de dader zichzelf vaak verraadt.
- E gannew von e gannew is poter
Een dief van een dief is strafvrij. Diegene die steelt van een dief is vrij van de anders te betalen boete.
- Wen zwaa gannowem sisch ssenken, waass der eerlische man wo saan geld bleibt
Als twee dieven ruzie krijgen, weet de eerlijke man waar zijn geld blijft.[5]

## Afgeleide woorden
Een bekende afleiding is aartsgannef, waarmee "een dief in hart en nieren" wordt bedoeld. Een dievegge wordt als gannefte aangeduid en diefstal als geneiwe (Hebreeuws: גניבה). Ganneferij staat voor (kruimel)diefstal, "begannefen" voor bestelen. Met gannefschore(n) wordt op gestolen of te stelen waar gedoeld.
Ook kent men in het Nederlands thans het werkwoord gannefen of ganneven.

## Aanverwant
Een ander woord voor dief is het Jiddische marwieger hetgeen ook via het Bargoens in het Amsterdams terecht is gekomen en daarbuiten vrijwel niet wordt gebruikt.
Behalve de werkwoordsvormen ganneven en marwiegen, kent men in het Nederlands-Jiddisch ook jatten en (be)gappen als synoniem voor stelen.